# ريتشارد فليتشير
ريتشارد فليتشير (بالإنجليزية: Richard Fletcher)‏ هو محامي وقاضي وسياسي أمريكي، ولد في 8 يناير 1788 في كافنديش في الولايات المتحدة، وتوفي في 21 يونيو 1869 في بوسطن في الولايات المتحدة. حزبياً، نشط في حزب اليمين. وقد انتخب عضو مجلس النواب الأمريكي.